# Sack (football americano)

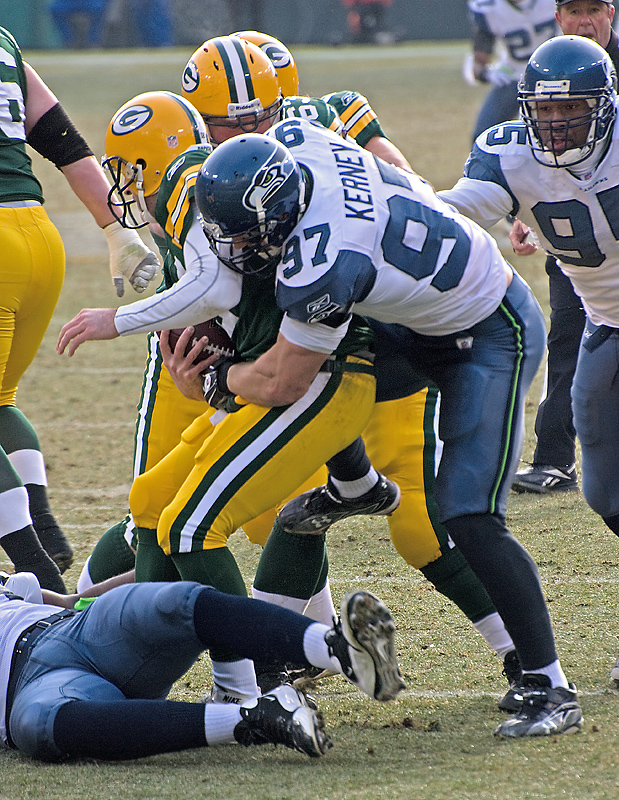
Il quarterback di Green Bay Aaron Rodgers mentre subisce un sack dal defensive end di Seattle Patrick Kerney

Nel football americano per sack s'intende l'azione con cui un quarterback è placcato dietro la linea di scrimmage prima che possa effettuare un lancio. Questa particolare situazione può crearsi qualora la defensive line, con i propri linebackers o defensive backs, riesca rapidamente a eludere i blocchi (a protezione del quarterback) dell'offensive line; oppure qualora il QB non disponga del tempo necessario per trovare un giocatore che possa ricevere un lancio, offrendo alla difesa la possibilità di raggiungerlo e placcarlo. È un'azione spettacolare e importante poiché causa spesso la perdita, da parte dell'attacco, di elevato numero di iarde.

## Regole
- Perché un sack venga considerato tale, vi deve essere l'intenzione del quarterback di effettuare un lancio.
- Nel caso in cui il sack avvenga all'interno della end zone della squadra in attacco, si verifica un safety.

## Parametri statistici
Nella NFL, la perdita di yard dovuta ad un sack, è sottratta al totale delle "passing yards" della squadra, mentre quelle del QB restano invariate. Nella NCAA invece le yard perse per sack vengono sottratte al totale delle "rushing yard" del quarterback. Il numero di sack è un parametro che compare nelle statistiche personali dei difensori. Se effettuato da un solo giocatore (solo) ad esso viene assegnato 1 punto, qualora sia effettuato contemporaneamente da 2 o più giocatori ad ognuno vengono assegnati 0,5 punti.

## Record NFL
- Sack in una stagione: 22,5 Michael Strahan, 2001 e T.J. Watt, 2021*
- Sack in carriera: 200 Bruce Smith, 1985–2003
- Sack in una partita: 7, Derrick Thomas, 11 novembre 1990 VS Seattle Seahawks
- Sack in una stagione da rookie: 14,5 Jevon Kearse, 1999**
- Stagioni con 20 o più sack: 2 J.J. Watt, 2012 & 2014[1]
- Gare consecutive con un sack: 69 Tampa Bay, 1999–2003
- Sack subiti nella carriera totale: 556 Tom Brady, 2000–2022[2]
- Sack subiti in una stagione: 76 David Carr, 2002[3]
- Sack subiti in una partita: 12 Warren Moon, 29 settembre 1985 e Donovan McNabb, 30 settembre 2007[4]
- Sack in una edizione del Super Bowl:, 3***   
  - Reggie White – Green Bay vs. New England, XXXI
  - Darnell Dockett – Arizona vs. Pittsburgh, XLIII
  - Kony Ealy – Carolina vs. Denver, 50
  - Grady Jarrett – Atlanta vs. New England, LI

- Sack in carriera nel Super Bowl: 4,5 (sack registrati ufficialmente dall'edizione XVII)
  - Charles Haley – 5 gare San Francisco XXIII, XXIV, Dallas XXVII, XXVIII, XXX e Von Miller - 3 gare Denver XLVIII, 50, Los Angeles LVI

- Conteggiati come statistica ufficiale dalla NFL nel 1982

*Deacon Jones mise a segno 26 sack in 14 gare nella stagione 1967 e 24 in 14 gare nel 1968. Tuttavia allora i sack non erano ufficialmente conteggiati dalla NFL allora, quindi il record ufficiale stagione è attribuito a Michael Strahan e T.J. Watt.
**Al "Bubba" Baker mise a segno 23 sack nella sua stagione da rookie nel 1978. La statistica non erano ancora ufficiale al momento e il primato in una stagione da debuttante è attribuito a Jevon Kearse.
***L.C. Greenwood mise a segno 4 sack nel Super Bowl X. Il record ufficiale tuttavia è condiviso da Reggie White, Darnell Dockett, Kony Ealy e Grady Jarrett (3).